# Риашу-Фриу

Риашу-Фриу на карте штата.

Риашу-Фриу (порт. Riacho Frio) — муниципалитет в Бразилии, входит в штат Пиауи. Составная часть мезорегиона Юго-запад штата Пиауи. Входит в экономико-статистический микрорегион Шападас-ду-Эстрему-Сул-Пиауиенси. Население составляет 4241 человек на 2010 год. Занимает площадь 2222,096 км². Плотность населения — 1,91 чел./км².

## Демография
Согласно сведениям, собранным в ходе переписи 2010 г. Национальным институтом географии и статистики (IBGE), население муниципалитета составляет:
| Полное население                               | Полное население                               | Полное население                               | Полное население                               | 4241  |
| ---------------------------------------------- | ---------------------------------------------- | ---------------------------------------------- | ---------------------------------------------- | ----- |
| в том числе:                                   | Городское население                            | 2222                                           | Процент городского населения, %                | 52,39 |
|                                                | Сельское население                             | 2019                                           | Процент сельского населения, %                 | 47,61 |
|                                                | Мужское население                              | 2220                                           | Процент мужского населения, %                  | 52,35 |
|                                                | Женское население                              | 2021                                           | Процент женского населения, %                  | 47,65 |
| Плотность населения, чел/км²                   | Плотность населения, чел/км²                   | Плотность населения, чел/км²                   | Плотность населения, чел/км²                   | 1,91  |
| Население муниципалитета в % к населению штата | Население муниципалитета в % к населению штата | Население муниципалитета в % к населению штата | Население муниципалитета в % к населению штата | 0,14  |

По данным оценки 2016 года, население муниципалитета составляет 4252 жителя.

## Статистика
- Валовой внутренний продукт на 2003 год составляет 7 176 220,00 реалов (данные: Бразильский институт географии и статистики).
- Валовой внутренний продукт на душу населения на 2003 год составляет 1619,91 реалов (данные: Бразильский институт географии и статистики).
- Индекс развития человеческого потенциала на 2000 год составляет 0,608 (данные: Программа развития ООН).